# Сера д'Айело
Сѐра д'Айѐло (на италиански: Serra d'Aiello) е село и община в Южна Италия, провинция Козенца, регион Калабрия. Разположено е на 373 m надморска височина. Населението на общината е 511 души (към 2012 г.).